# Jamaicai estifecske
A jamaicai estifecske (Siphonorhis americana) a madarak (Aves) osztályának lappantyúalakúak (Caprimulgiformes) rendjéhez, ezen belül a lappantyúfélék (Caprimulgidae) családjához tartozó faj. 1860 óta nem észlelték, ami arra utal, hogy valószínűleg kipusztult, de éjszakai életmódja miatt ez nem vehető biztosra, ennélfogva úgy tekintik, mint kritikusan veszélyeztetett fajt.

## Előfordulása
Jamaica területén honos. A természetes élőhelye szubtrópusi és trópusi száraz erdők és cserjések.

## Megjelenése
Átlagos testhossza 24 centiméter. Tollazata sötétbarna, foltos. Nyakán keskeny fehér foltja és hosszú farka van.

## Külső hivatkozások
- Képek az interneten a fajról
- Internet Bird Collection - videók a fajról